# Academie Mohammed VI de Football
Mohammed VI Football Academy is een voetbalacademie voor de jeugd die gevestigd is in Salé, Marokko. De academie behoorde in 2022 volgens de FIFA tot de beste voetbalacademies van de wereld.
Koning Mohammed VI kwam in 2009 met het initiatief om het voetbal in Marokko te hervormen door deze academie te laten bouwen. De academie heeft meerdere talenten voortgebracht die in zowel de Europese topcompetities als in het Marokkaans voetbalelftal actief zijn. In 2015 werden er wegens succes meerdere academies geopend, verspreid over het land.

## Oprichting en ontwikkeling

### Achtergrond
Het project volgt een reeks programma's die zijn opgezet door Mohammed VI en zijn adviseurs om de ontwikkeling op het gebied van sport in Marokko te verbeteren. Dit project werd geïnspireerd door het gebrek aan sportfaciliteiten en het tekort aan getalenteerde voetballers in het land. In dit geval was de bouw van een voetbalacademie gepland om sport in Marokko te promoten en de volgende generatie voetballers te produceren.

### Doelstellingen
Dit project was bedoeld om bepaalde doelstellingen te bereiken, waaronder:
- Het vinden van jong talent in het hele land
- Gericht op achtergestelde gebieden in Rabat/Salé
- Implementatie van een curriculum sportstudie
- Ontwikkeling nationale voetbalvelden
- Juniorvoetballers voorbereiden op professionele competities

### Foundation
In 2007 gaf het Marokkaanse monarch 3 Architecten de opdracht om een voetbalacademie te ontwerpen in El Jadida. Het project kostte ongeveer 140 miljoen Dirham. In het begin toerde projectmanager Nasser Larguet door het land om geschikte kandidaten te vinden. Nadien startte de academie een testsysteem om studenten te keuren. De Noord-Afrikaanse Academie wordt beheerd door Compagnie Générale Immobilière, een organisatie zonder winstoogmerk. De academie wordt geleid door de persoonlijke koninklijke secretaris van koning Mohamed VI, Mounir El Majidi, die ook het hoofd is van FUS Rabat. Koning Mohamed VI ondersteunde het project door financiële hulp te bieden om soortgelijke initiatieven in andere steden aan te moedigen en de voortgang van voetbalactiviteiten in het land te garanderen. In maart 2010 had koning Mohammed VI de academie ingehuldigd die haar studenten onderwijs, mentoring en voetbalopleiding wil bieden. De Academie opende zijn deuren in september 2010. Het is bestemd voor ongeveer 50 talenten tussen 13 en 18 jaar oud. Deze educatieve sportfaciliteit wordt financieel ondersteund door persoonlijke financiering van de koning. Het heeft ook een deel van de particuliere investeringen ontvangen van ONA, Maroc Télécom, Addoha, BMCE, CDG en AttijariWafa bank.
In 2015 werden vergelijkbare academies gelanceerd in verschillende steden in Marokko, zoals Agadir, Tanger, Saïdia ...

## Structuur
De Academie ligt in de buurt van de rivier De Bouregreg en heeft een oppervlakte van 2,5 km². Het bestaat uit twee hoofdgebieden:
de open ruimte (speelvelden en buitenruimte voor andere activiteiten) en een dorp. De academie is gebouwd als een moderne faciliteit die het Marokkaanse culturele erfgoed omsluit. Het is ingericht om de vorm van een traditionele Douar te volgen, met een centraal dorpsplein omringd door vijf gebouwen. Elk gebouw voorziet in een specifieke functie (huisvesting, onderwijs, een medische faciliteit en een kantine). Aangelegde terrassen werden ontworpen om de ontspanning van de jonge voetballers te garanderen.

### School
De school werd gebouwd volgens de richtlijnen van een curriculum Sport-studie. Het biedt een programma op drie niveaus voor studenten, waarbij het eerste niveau een voorbereidende fase is om hen te helpen zich aan te passen. De school omvat 10 klaslokalen, samen met een taal- en een informatica klaslokaal. Het onderwijsprogramma van de academie wordt ondersteund door het ministerie van onderwijs.

### Sportdorp
De faciliteit presenteert haar studenten vier stadions gebouwd volgens FIFA-richtlijnen. Een half synthetisch voetbalveld, een trainingsboxboor, vier kleedkamers en een speciale trainingsboxboor voor voogden.

### Medisch centrum
Het medisch centrum bestaat uit een kliniek, een kantoor voor fysiotherapeuten en een zwembad voor neotherapie.

## Bekende ex-spelers
- Abdel Abqar
- Nayef Aguerd
- Hicham Boussefiane
- Youssef En-Nesyri
- Hamza Mendyl
- Anas Nanah
- Azzedine Ounahi
- Ahmed Reda Tagnaouti
- Oussama Targhalline

## Bestuur
- Voorzitter van het bestuur: Mounir El Majidi
- Gedelegeerd bestuurder: M’hamed Zeghari
- Technisch directeur: Pascal Théault
- Projectmanager: Nasser Larguet